# Isfjord (fjord in Møre og Romsdal)
De Isfjord is een 6,5 km lange fjord in de gemeente Rauma in de Noorse provincie Møre og Romsdal.
Het is een vertakking van de Romsdalsfjord die in oost-westelijke richting het gebergte binnendringt. De uitgang van de fjord ligt tussen het gehucht Skorga op de noordelijke en de stad Åndalsnes op de zuidelijke oever, en ze eindigt bij het dorpje Isfjorden, waar de rivier Isa uitmondt. Het trogdal waarin het Isfjord ligt loopt boven water door in het Grøvdal.
De fjord is over het land bereikbaar via Åndalsnes, het administratieve centrum van de gemeente en eindstation van de spoorlijn Raumabanen. De Fylkesvei 64 (Provinciale weg 64) loopt langs beide oevers.

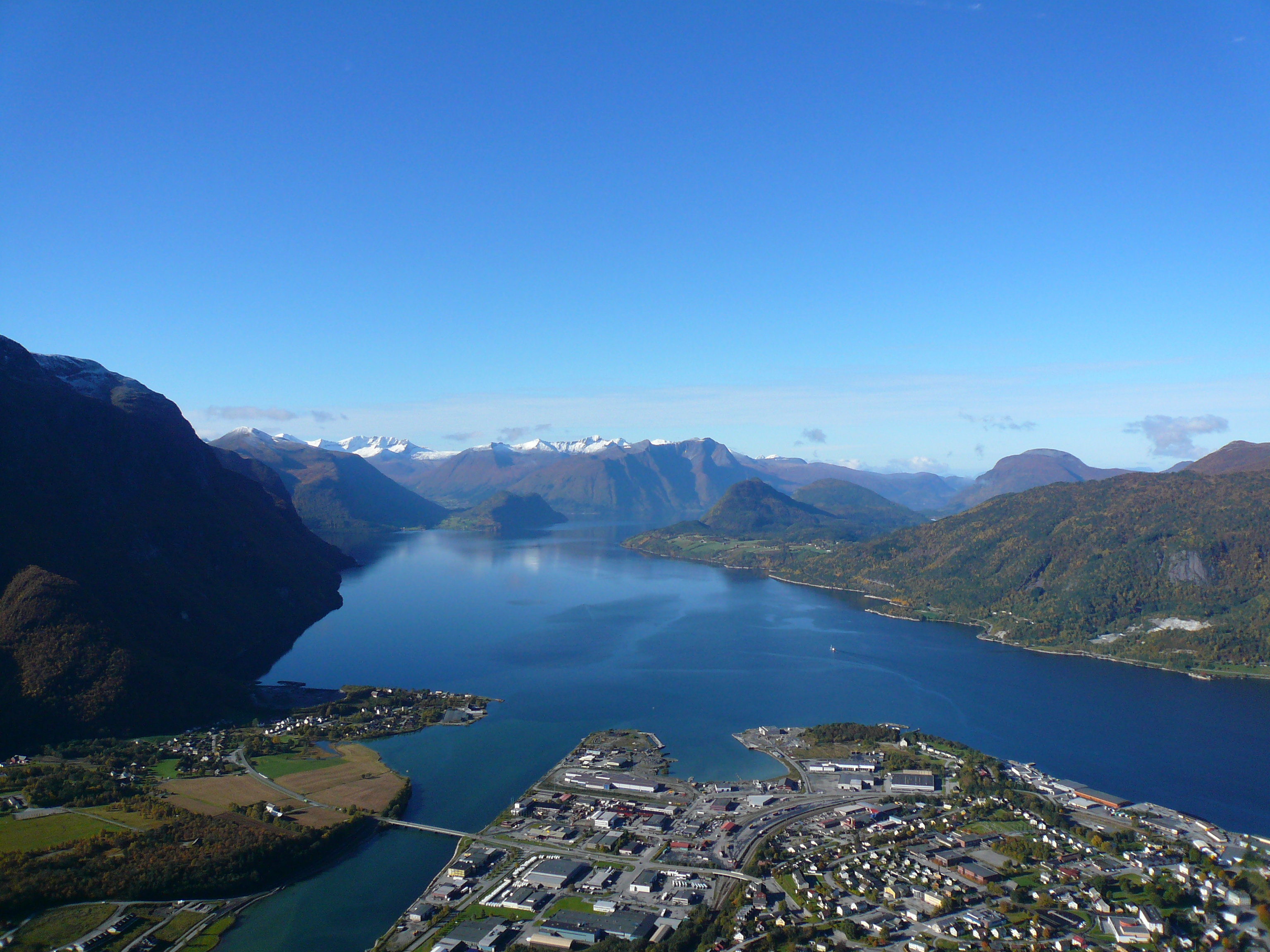
Rechts de monding in het Romsdalsfjord
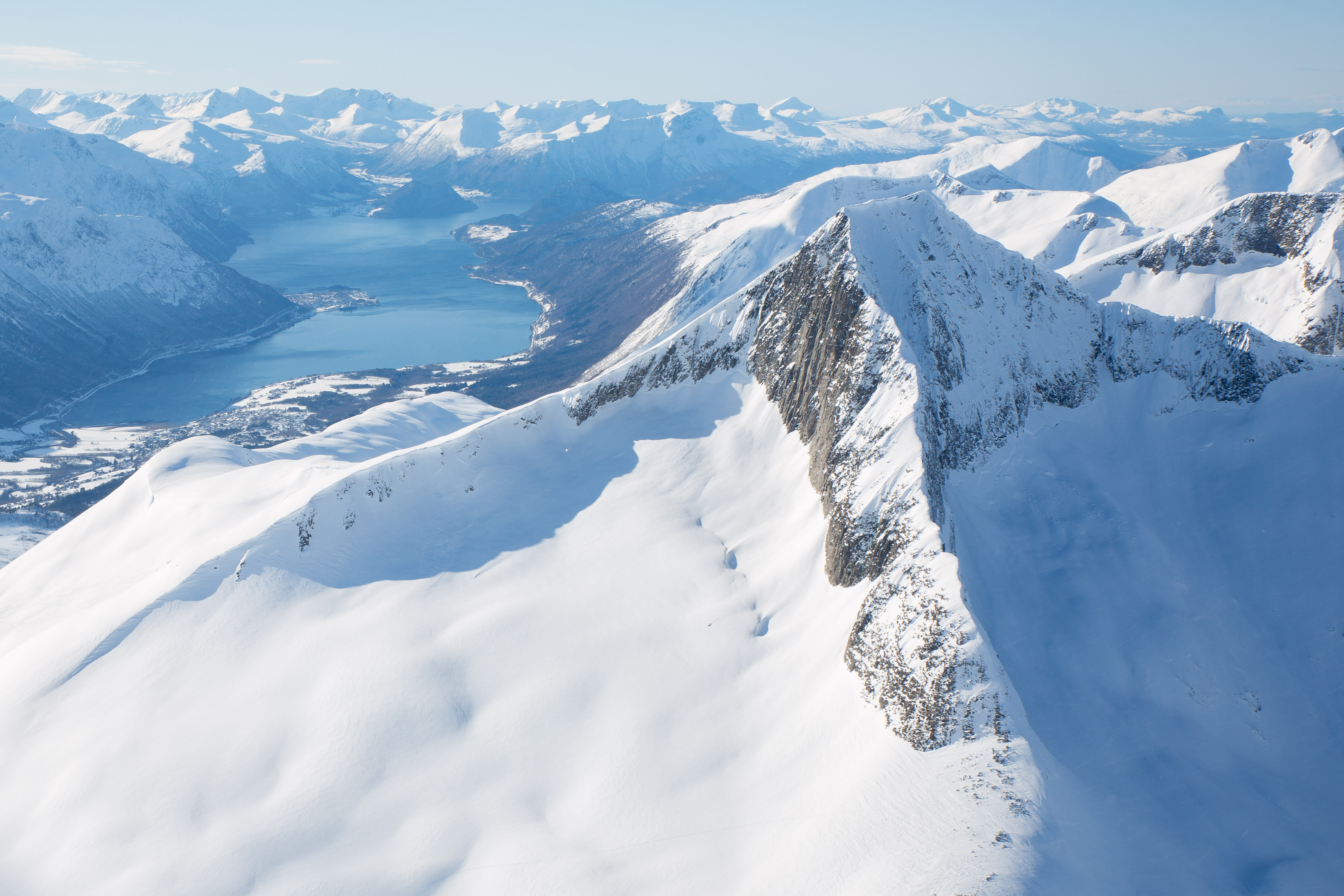
Het Isfjord met Åndalsnes in de engte
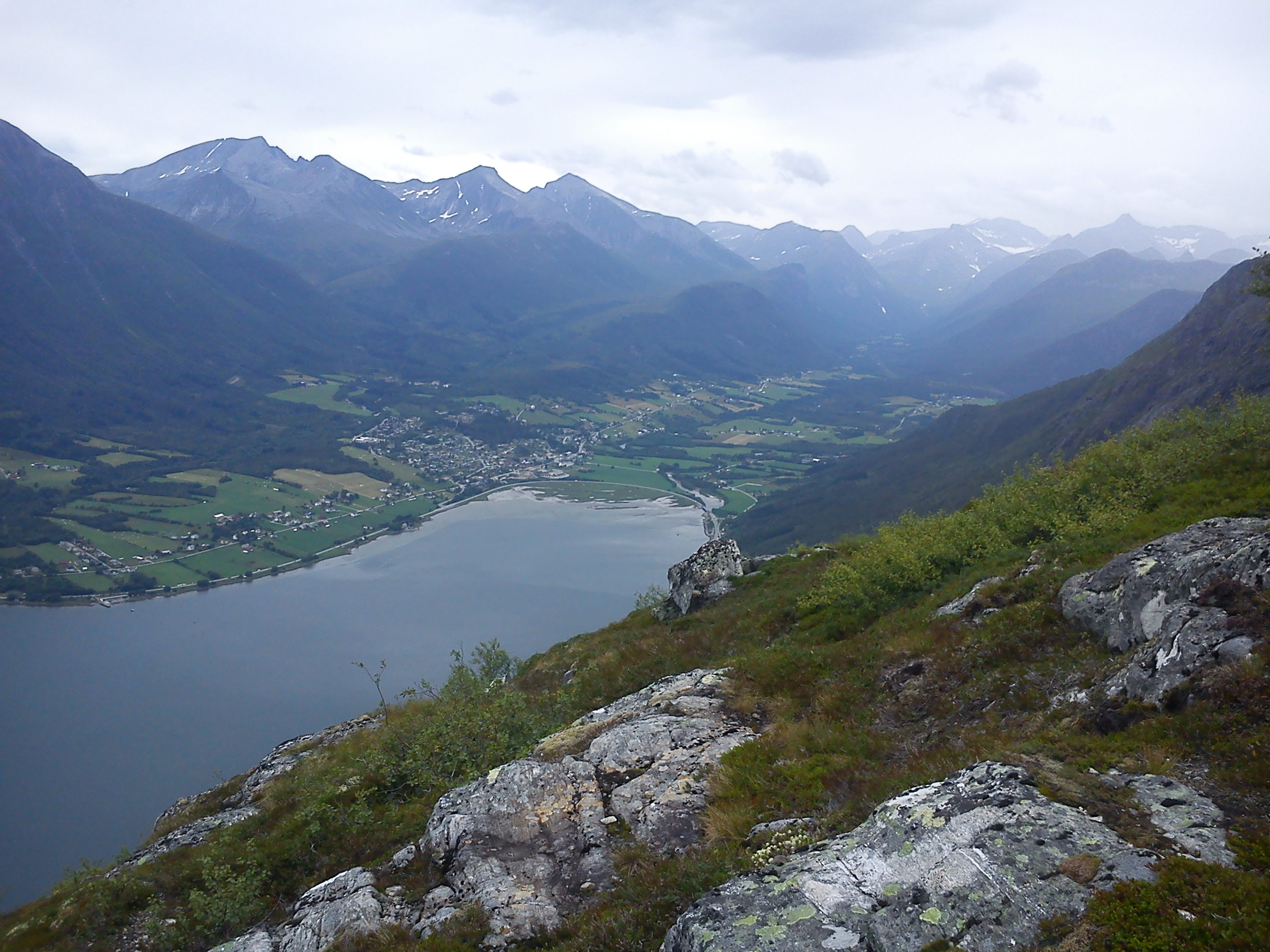
Het trogdal met Isfjord, dorp Isfjorden en het Grøvdal